# Anna Berent
Anna Berent (ur. 1871 w Kaiserlautern, zm. po 1944 w Zagrzebiu?) – polska malarka i rysowniczka.

## Życiorys
W latach 90. XIX w. uczyła się w Monachium, w szkole Stanisława Grocholskiego oraz w szkole Antona Ažbègo. W 1899 zaręczyła się i wyszła za Stanisława Berenta, zamieszkali w Lozannie. Tam Berent kontynuowała pracę twórczą, brak jednak wzmianek o jej wystawach przed 1914 rokiem.

## Twórczość
Malowała studia portretowe, sceny figuralne i ilustracje, stworzyła też kilka monumentalnych kompozycji figuralnych o charakterze trudnych dziś do odczytania alegorii. Artystka poruszała głównie tematykę związaną z przemijaniem, śmiercią, starością, z kolei kompozycje alegoryczne bliskie były malarstwu skandynawskiemu i twórczości Ferdynanda Hodlera. Obszerny zbiór obrazów Berent znajduje się w kolekcji Muzeum Narodowego w Warszawie, większość dzieł trafiła tam najprawdopodobniej w wyniku likwidacji pracowni artystki.

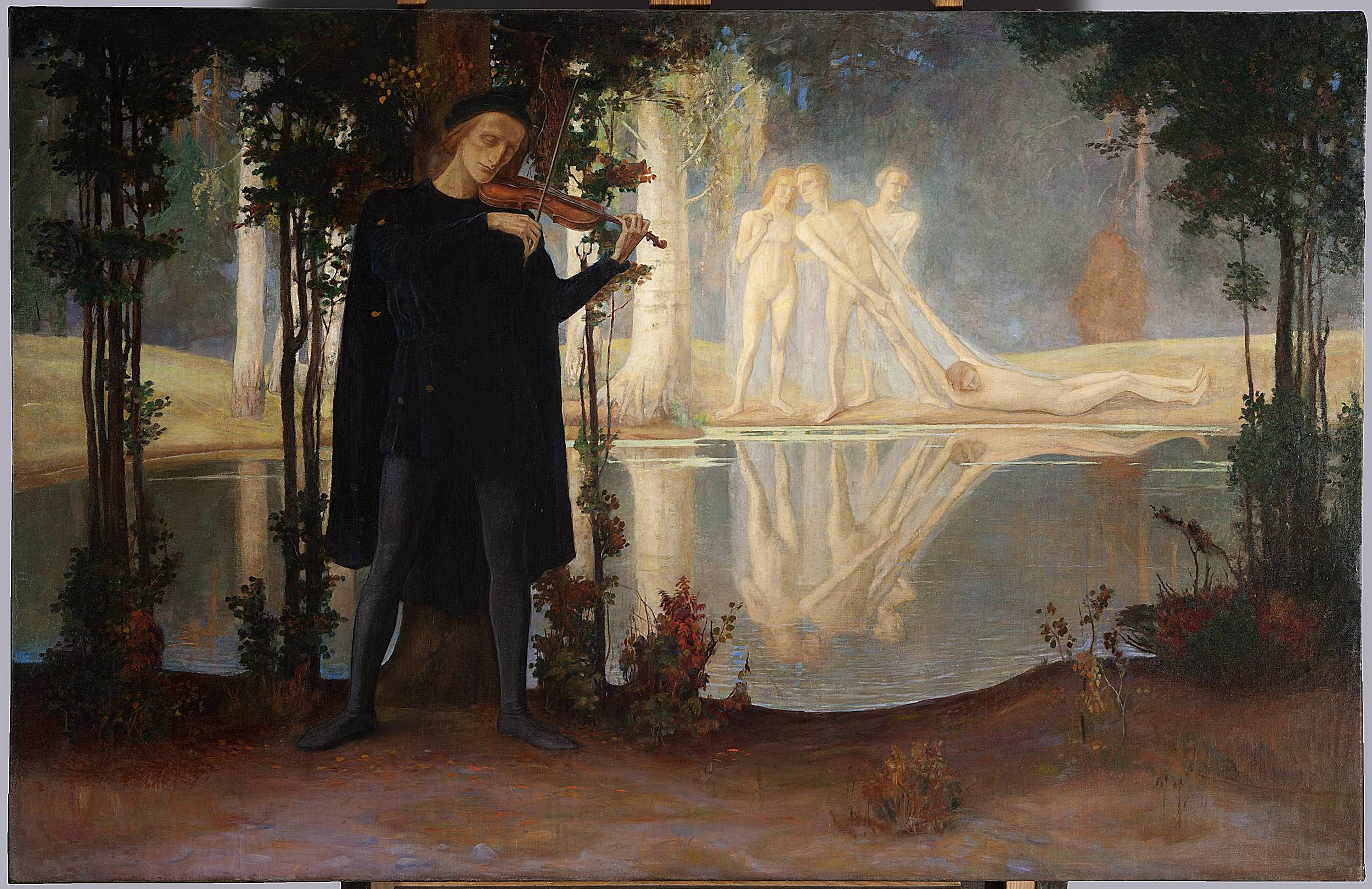
Pieśń wieczorna, przed 1930 r.
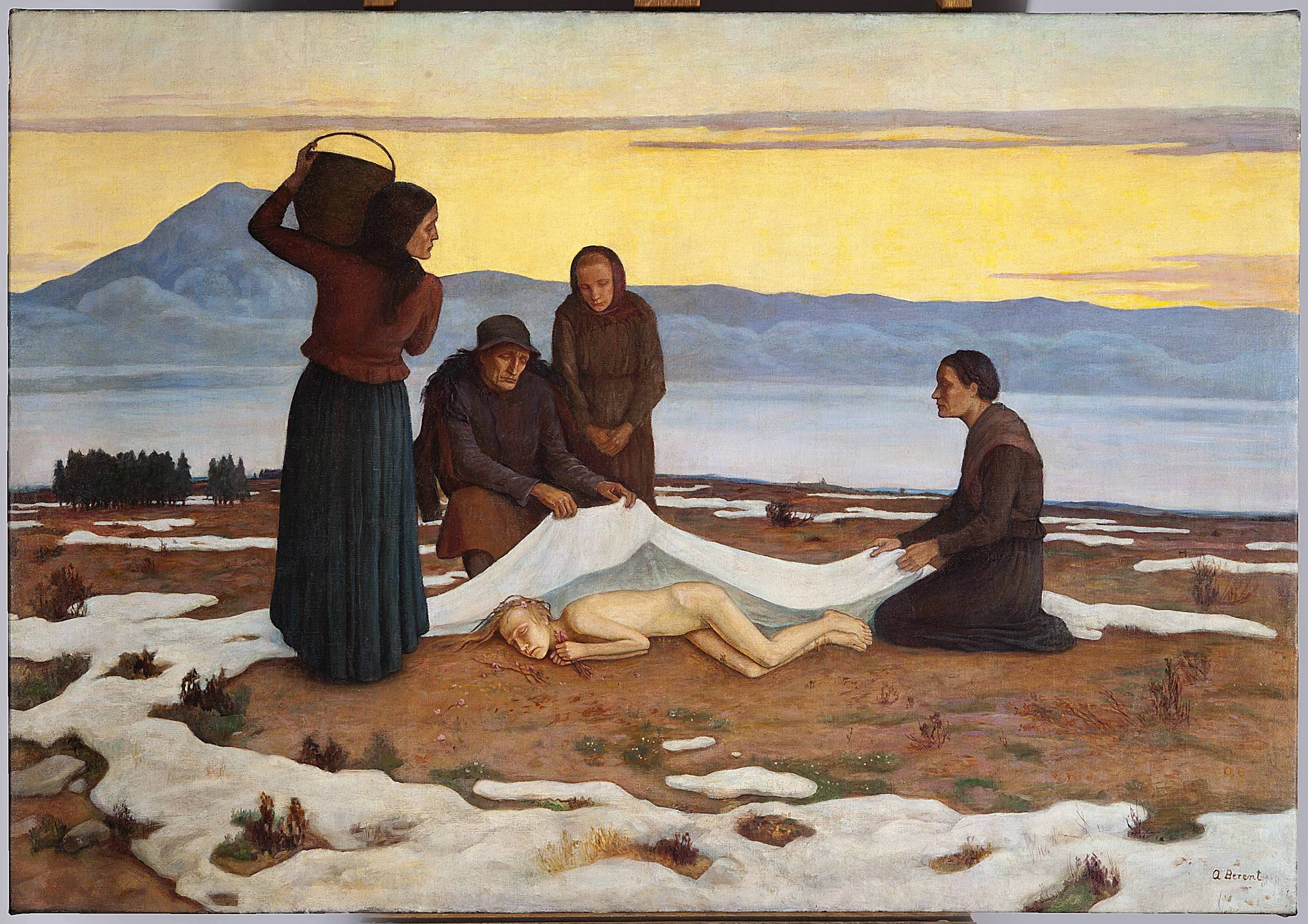
Przebudzenie wiosny, przed 1929 r.
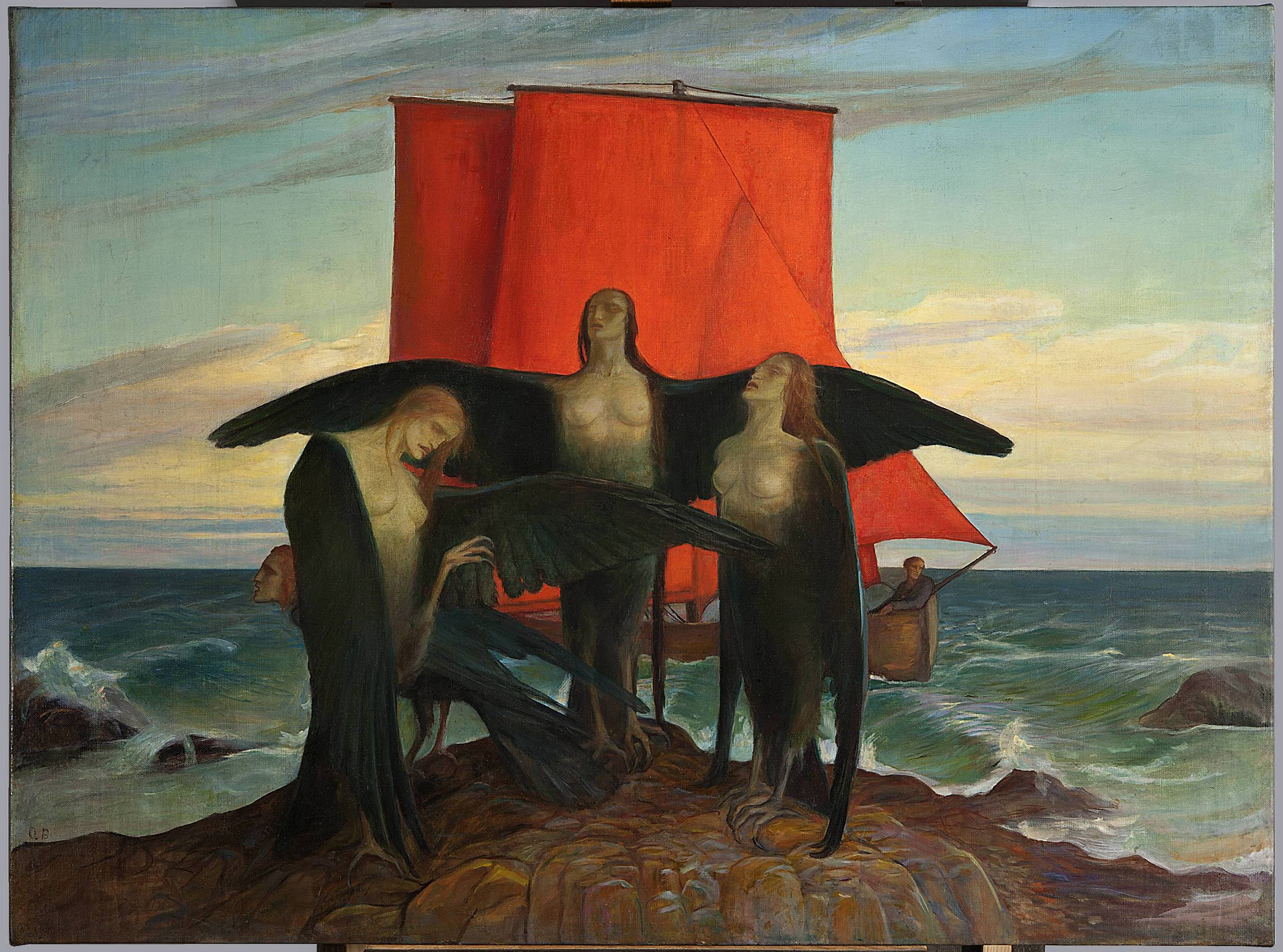
Scena symboliczna na tle morza, ok. 1929 r.
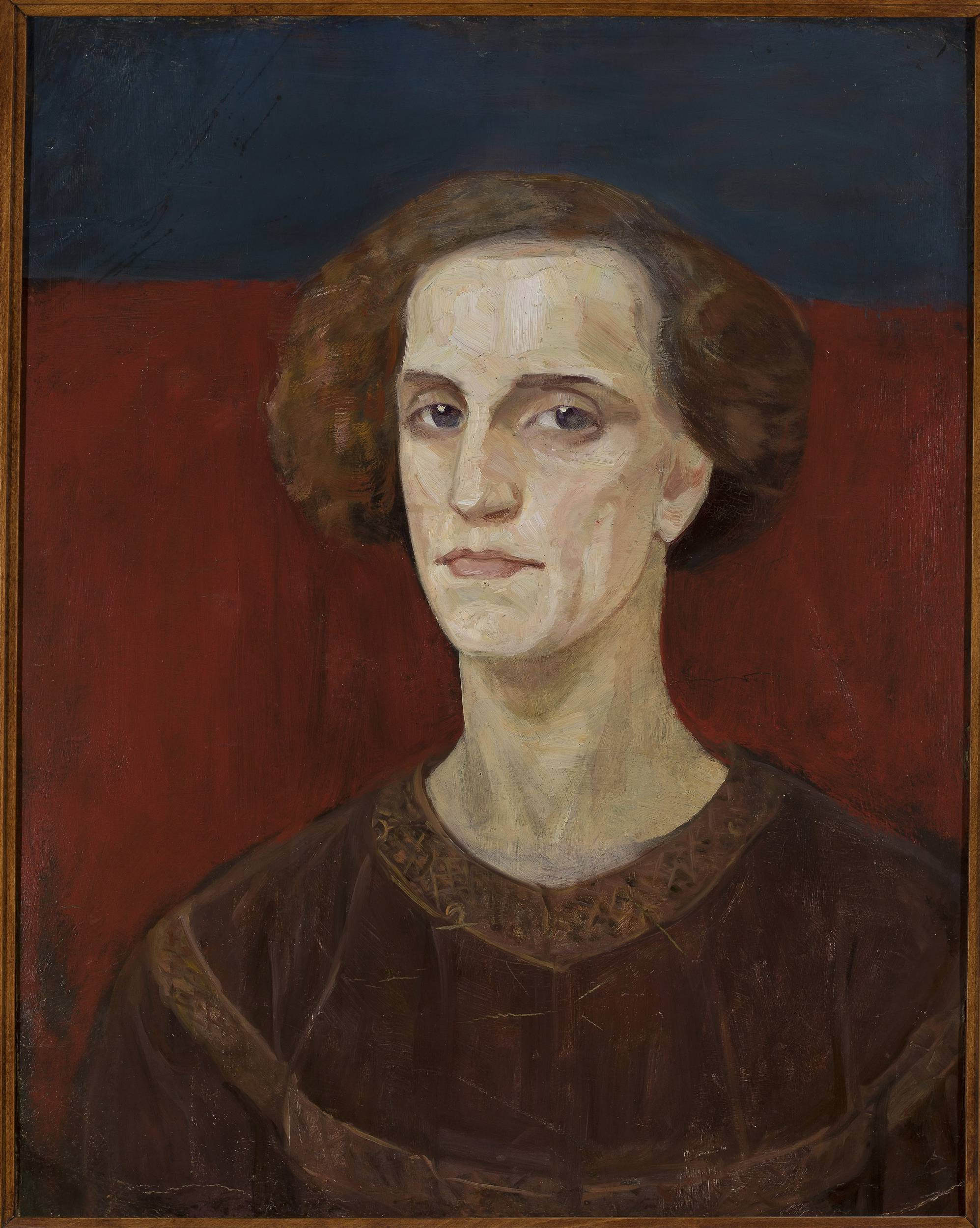
Portret mężczyzny w typie renesansowym, pocz. XX w.
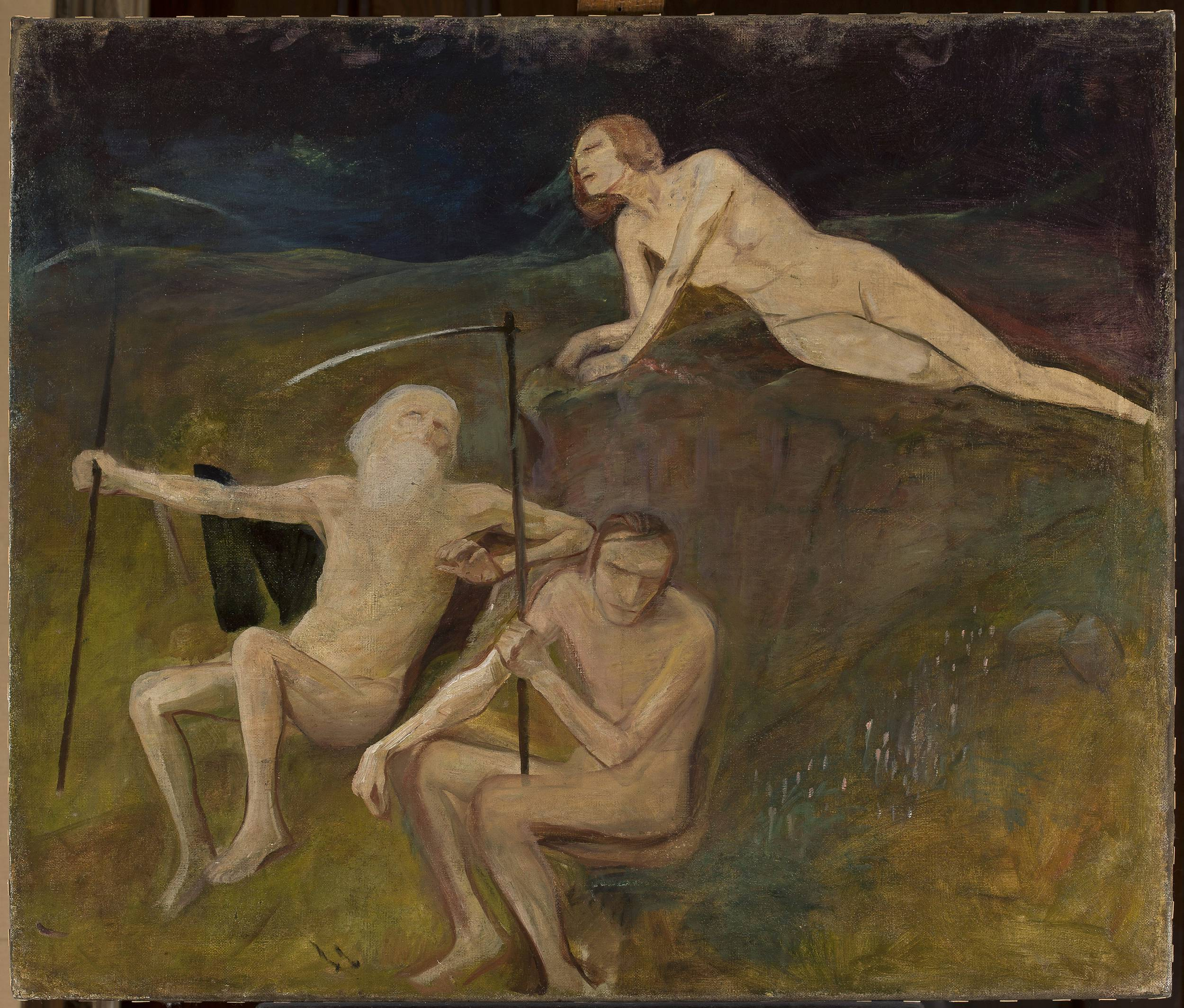
Kosiarze, pocz. XX w.
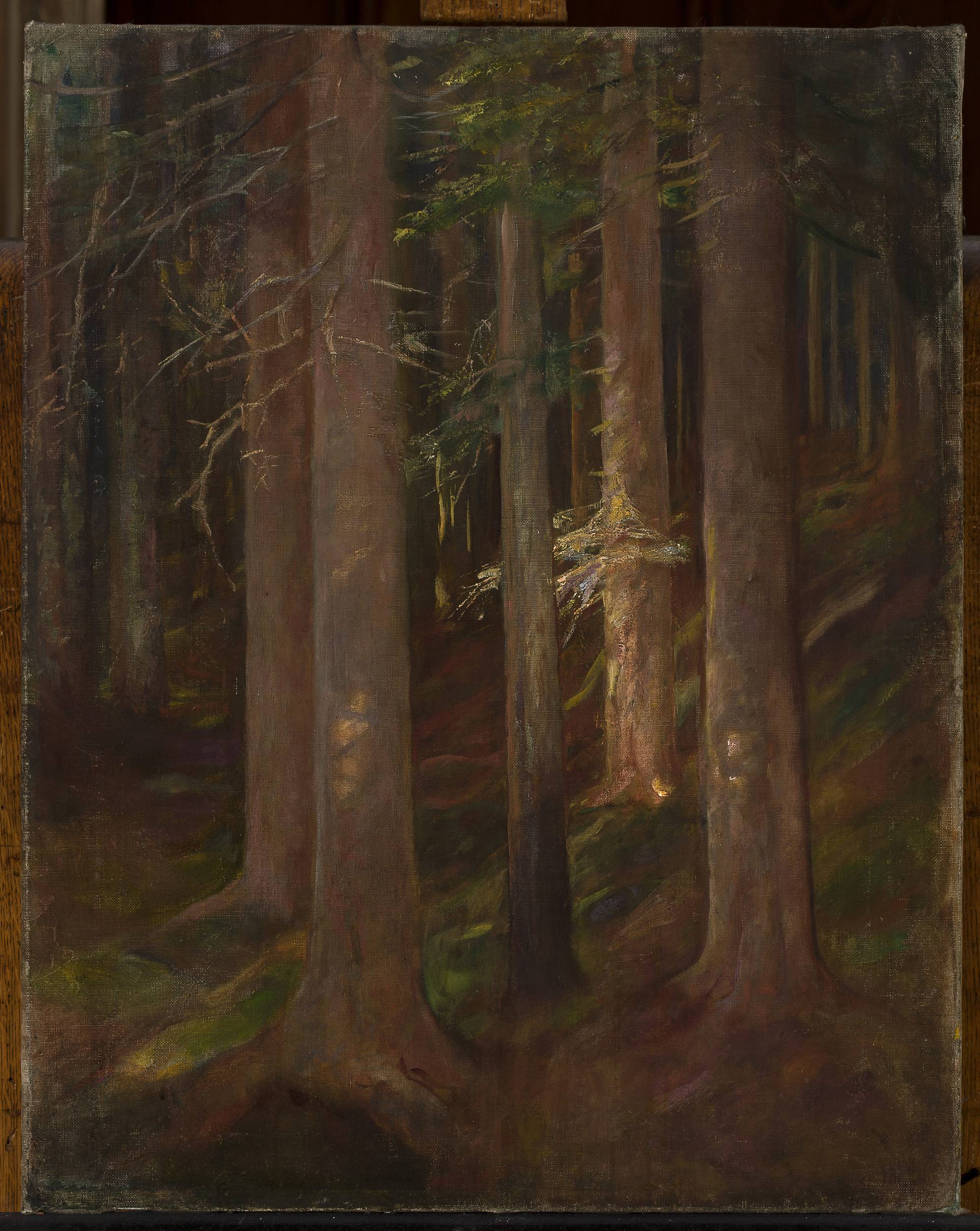
Las, pocz. XX w.